# Hippopsicon pleuricum
Hippopsicon pleuricum là một loài bọ cánh cứng trong họ Cerambycidae.